# Bandiera di Saint Vincent e Grenadine
La bandiera di Saint Vincent e Grenadine è stata adottata il 21 ottobre 1985, in seguito al cambiamento del partito al potere.
La bandiera è un tricolore a bande verticali, blu (lato del pennone), giallo e verde. Il blu rappresenta il cielo tropicale e l'acqua cristallina, il giallo le sabbie dorate e l'ospitalità degli abitanti di Grenadine, il verde la vegetazione lussureggiante delle isole e la vitalità degli abitanti.
La banda centrale gialla ha larghezza doppia rispetto alle bande laterali. Al centro della banda gialla sono presenti tre losanghe verdi disposte a "V", che stanno per Vincent, al cui posto vi era lo stemma di stato fino al 1991. Le tre losanghe rappresentano anche tre gemme che stanno a significare che Saint Vincent è la "gemma della Antille".
È usata come bandiera di comodo.

## Bandiere storiche

Bandiera della Colonia di Saint Vincent e Grenadine (1907-1979)
Prima bandiera sanvincentina dopo l'indipendenza dal Regno Unito (1979-1985)